# Carlsbad (Novo México)
Carlsbad é uma cidade localizada no estado americano do Novo México, e é a cidade sede do Condado de Eddy. A sua área é de 73,6 km², sua população é de 27 463 habitantes (sendo que a população da área metropolitana  Carlsbad-Artesia é de 51 658 habitantes), e sua densidade populacional é de 373 hab/km² (segundo o censo americano de 2000).
A cidade está localizada no deserto de Chihuahuan e no vale do rio Pecos, numa elevação de 1 004 metros. O Parque Nacional de Carvernas de Carlsbad está localizado a 29 km a sudoeste da cidade, e o Parque Nacional das Montanhas de Guadalupe (Guadalupe Mountains National Park) situa-se a 64,4 km a sudoeste da cidade, após a fronteira com o Texas. Também existem três lagos artificiais a 80 km da cidade, incluindo o lago Carlsbad.

## Demografia
Segundo o censo americano de 2000, a sua população era de 25.625 habitantes.
Em 2006, foi estimada uma população de 25.410, um decréscimo de 215 (-0.8%).

## Geografia
De acordo com o United States Census Bureau tem uma área de
73,6 km², dos quais 73,5 km² cobertos por terra e 0,1 km² cobertos por água.

## Localidades na vizinhança
O diagrama seguinte representa as localidades num raio de 64 km ao redor de Carlsbad.